# Real Casa y Corte del Rey de las Dos Sicilias

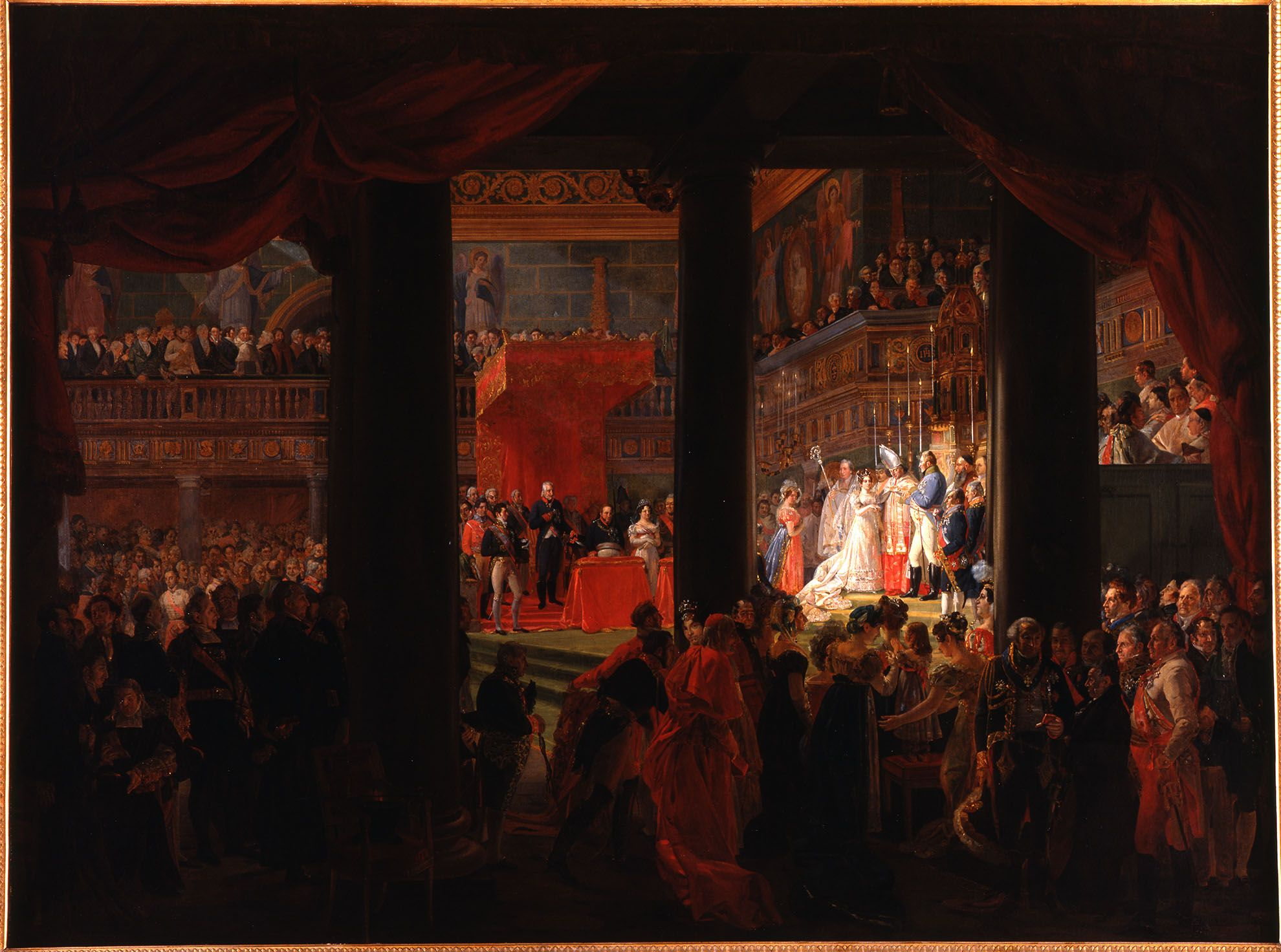
La corte real representada en la ceremonia de matrimonio por poderes de la princesa María Carolina de Nápoles y de Sicilia.

La Casa y Corte del Rey de las Dos Sicilias fue una institución de servicio al monarca del reino de las Dos Sicilias y personas de su familia.

## Historia
El antecedente directo de la institución se encuentra en el advenimiento a los tronos de Nápoles y de Sicilia del infante don Carlos de Borbón, por entonces duque de Parma, bajo el nombre de Carlos VII.
Fue su hijo y sucesor quien, en 1816 reunió los dos reinos en un único reino bajo la denominación de Reino de las Dos Sicilias, formándose la institución propiamente dicha bajo el título general de Real Casa y Corte.
Con el final de la invasión del reino de las Dos Sicilias por parte del reino de Cerdeña en 1861.

## Descripción
En su situación en 1830, la estructura de la casa se estructuraba en departamentos, de acuerdo con la publicación anual denominada . Respecto de la estructura de la casa y corte, en la cúspide se encontraban los denominados grandes cargos de corte:
- Mayordomo mayor (Maggiordomo maggiore)
- Caballerizo mayor (Cavallerizzo maggiore)
- Sumiller de corps (Somigliere del Corpo)

Por otro lado, existían diferentes secciones dentro de la casa del Rey.
Además, contaba con casas para la reina, así como para los distintos príncipes y princesas. Estas casas replicaban a pequeña escala algunos de los cargos y estructuras existentes en la casa del Rey. En el caso de los príncipes menores de edad, hijos del rey, se denominaban bajo el nombre de Appartamenti (en español, apartamentos). En el caso de otros príncipes se utilizaba el nombre de casa.